# Marco Bonanomi
Marco Bonanomi (Lecco, Italia; 12 de marzo de 1985) es un piloto de automovilismo italiano.
Ha participado en diversas categorías de automovilismo incluyendo la Eurocopa de Fórmula Renault 2.0, la Fórmula 3, la Fórmula Renault 3.5, la Auto GP, la GP2 Asia Series y las 24 Horas de Le Mans.
En 2004 debutó en Fórmula 3 Euroseries, y en 2005 resultó 11º. Luego ascendió a la World Series by Renault, donde acabó 13º en 2007 y 11º en 2008. Además disputó las temporadas 2008 y 2008/09 de la GP2 Asia Series, logrando una victoria. En 2006 corrió en la Fórmula 3000 European, resultando subcampeón.
Bonanomi dejó de competir en monoplazas y se incorporó al equipo oficial de Audi en el Campeonato Italiano de GT. En 2012 disputó la Blancpain Endurance Series con un Audi R8 semioficial de WRT.
Por otra parte, Bonanomi debutó en las 24 Horas de Le Mans de 2012, resultnado tercero absoluto con un Audi R18 oficial. En 2014 disputó dos fechas del Campeonato Mundial de Resistencia con Audi: fue cuarto en las 1000 km de Spa-Francorchamps y abandonó en Le Mans. En 2015, disputará las fechas de Spa-Francorchamps y Le Mans del Campeonato Mundial de Resistencia. Además correrá en la Blancpain Endurance Series y la Blancpain Sprint Series con un Audi R8 del equipo ISR.

## Resultados

### GP2 Asia Series
(Clave) (negrita indica pole position) (cursiva indica vuelta rápida puntuable)

| Año     | Escudería            | 1    | 1    | 2   | 2   | 3    | 3    | 4   | 4   | 5    | 5    | 6    | 6    | Pos. | Puntos | Ref.  |
| ------- | -------------------- | ---- | ---- | --- | --- | ---- | ---- | --- | --- | ---- | ---- | ---- | ---- | ---- | ------ | ----- |
| 2008    | Piquet Sports        | YMC1 | YMC1 | SEN | SEN | KUA  | KUA  | SAK | SAK | YMC2 | YMC2 |      |      | 12.º | 9      | [ 1 ] |
| 2008    | Piquet Sports        | 20   | 13   | Ret | 8   | Ret  | 15   | Ret | Ret | 6    | 1    |      |      | 12.º | 9      | [ 1 ] |
| 2008-09 | My Qi-Meritus Mahara | SHA  | SHA  | DUB | DUB | SAK1 | SAK1 | LOS | LOS | KUA  | KUA  | SAK2 | SAK2 | 22.º | 0      | [ 2 ] |
| 2008-09 | My Qi-Meritus Mahara |      |      |     |     | 20   | 10   | 16  | 11  | Ret  | 14   | 14   | 8    | 22.º | 0      | [ 2 ] |

### 24 Horas de Le Mans
| Año     | Equipo                   | Copilotos                        | Automóvil               | Clase  | Vueltas | Pos. | Pos. Clase |
| ------- | ------------------------ | -------------------------------- | ----------------------- | ------ | ------- | ---- | ---------- |
| 2012    | Audi Sport North America | Oliver Jarvis Mike Rockenfeller  | Audi R18 ultra          | LMP1   | 375     | 3.º  | 3.º        |
| 2014    | Audi Sport Team Joest    | Filipe Albuquerque Oliver Jarvis | Audi R18 e-tron quattro | LMP1-H | 25      | DNF  | DNF        |
| 2015    | Audi Sport Team Joest    | Filipe Albuquerque René Rast     | Audi R18 e-tron quattro | LMP1   | 387     | 7.º  | 7.º        |
| 2017    | ByKolles Racing Team     | Oliver Webb Dominik Kraihamer    | ENSO CLM P1/01-Nismo    | LMP1   | 7       | DNF  | DNF        |
| Fuente: |                          |                                  |                         |        |         |      |            |

### Campeonato Mundial de Resistencia de la FIA
(Clave) (negrita indica pole position) (cursiva indica vuelta rápida)

| Año  | Escudería             | Clase | Automóvil               | 1   | 2   | 3   | 4   | 5   | 6   | 7   | 8   | 9   | Pos. | Puntos | Ref.  |
| ---- | --------------------- | ----- | ----------------------- | --- | --- | --- | --- | --- | --- | --- | --- | --- | ---- | ------ | ----- |
| 2014 | Audi Sport Team Joest | LMP1  | Audi R18 e-tron quattro | SIL | SPA | LMS | COA | FUJ | SHA | BHR | SÃO |     | 22.º | 8      | [ 4 ] |
| 2014 | Audi Sport Team Joest | LMP1  | Audi R18 e-tron quattro |     | 6   | Ret |     |     |     |     |     |     | 22.º | 8      | [ 4 ] |
| 2015 | Audi Sport Team Joest | LMP1  | Audi R18 e-tron quattro | SIL | SPA | LMS | NÜR | COA | FUJ | SHA | BHR |     | 12.º | 24     | [ 5 ] |
| 2015 | Audi Sport Team Joest | LMP1  | Audi R18 e-tron quattro |     | 4   | 7   |     |     |     |     |     |     | 12.º | 24     | [ 5 ] |
| 2017 | ByKolles Racing Team  | LMP1  | ENSO CLM P1/01-Nismo    | SIL | SPA | LMS | NÜR | MEX | COA | FUJ | SHA | BHR | 36.º | 0.5    | [ 6 ] |
| 2017 | ByKolles Racing Team  | LMP1  | ENSO CLM P1/01-Nismo    |     |     | Ret | 14  |     |     |     |     |     | 36.º | 0.5    | [ 6 ] |